# Gare d'Ocqueville
La gare d'Ocqueville est une gare ferroviaire française (fermée) de la ligne de Motteville à Saint-Valery-en-Caux, située le territoire de la commune d'Ocqueville, dans le département de la Seine-Maritime en région Normandie.
Une halte est mise en service en 1880 par la Compagnie des chemins de fer de l'Ouest, puis elle intègre en 1909 le réseau de l'Administration des chemins de fer de l'État avant celui de la Société nationale des chemins de fer français (SNCF) en 1938.
Elle est fermée en 1994.

## Situation ferroviaire
Établie à 100 mètres d'altitude, la halte d'Ocqueville est située au point kilométrique (PK) 194,044 de la ligne de Motteville à Saint-Valery-en-Caux, entre les gares fermées de Saint-Vaast - Bosville et de Néville.
Voir le schéma de la ligne de Motteville à Saint-Valery-en-Caux.

## Service des voyageurs
La halte et la ligne sont fermées au trafic des voyageurs.

## Patrimoine ferroviaire
L'ancien bâtiment voyageurs, qui était utilisé pour le passage à niveau et pour la halte, est toujours présent.